# Call Off the Search
Call Off the Search è il primo album di Katie Melua ed è stato pubblicato nel 2003.
In esso Melua canta pezzi di John Mayall, Randy Newman (I Think it's Going to Rain Today) e James Shelton (Lilac Wine) oltre a quelli da lei scritti in collaborazione con Batt. L'album ha avuto un rapido successo in Inghilterra raggiungendo la cima della classifica britannica nel gennaio 2004, vendendo 1,2 milioni di copie (quattro volte disco di platino), ed è rimasto in vetta per sei settimane. Globalmente ha venduto 3 milioni di copie, entrando tra i primi 20 della classifica australiana nel giugno dello stesso anno. Il primo singolo The Closest Thing to Crazy entrò tra i primi 5 nella classifica irlandese, e tra i primi dieci in quella britannica.

## Tracce
1. Call Off the Search – 3:24 (Mike Batt)
2. Crawling Up a Hill – 3:25 (John Mayall)
3. The Closest Thing to Crazy – 4:12 (Mike Batt)
4. My Aphrodisiac Is You – 3:34 (Mike Batt)
5. Learnin' the Blues – 3:23 (Delores J. Silver)
6. Blame It on the Moon – 3:47 (Mike Batt)
7. Belfast (Penguins and Cats) – 3:21 (Katie Melua)
8. I Think It's Going to Rain Today – 2:30 (Randy Newman)
9. Mockingbird Song – 3:06 (Mike Batt)
10. Tiger in the Night – 3:07 (Mike Batt)
11. Faraway Voice – 3:13 (Katie Melua)
12. Lilac Wine – 6:42 (James Shelton)

## Formazione
- Pianoforte, Organo: Mike Batt
- Chitarra: Jim Cregan
- Basso: Tim Harris
- Batteria: Michael Kruk
- Voci, chitarra: Katie Melua
- Chitarra: Chris Spedding
- Batteria: Henry Spinetti
- The Irish Film Orchhestra